# 迪里亞國家公園
迪里亞國家公園是哥斯達黎加的國家公園，位於尼科亞半島，由瓜納卡斯特省負責管轄，面積28平方公里，成立於1991年，該地區有134種鳥類棲息。

## 外部連結
- Diria National Park （页面存档备份，存于） at Costa Rica National Parks